# Hobart Corporation

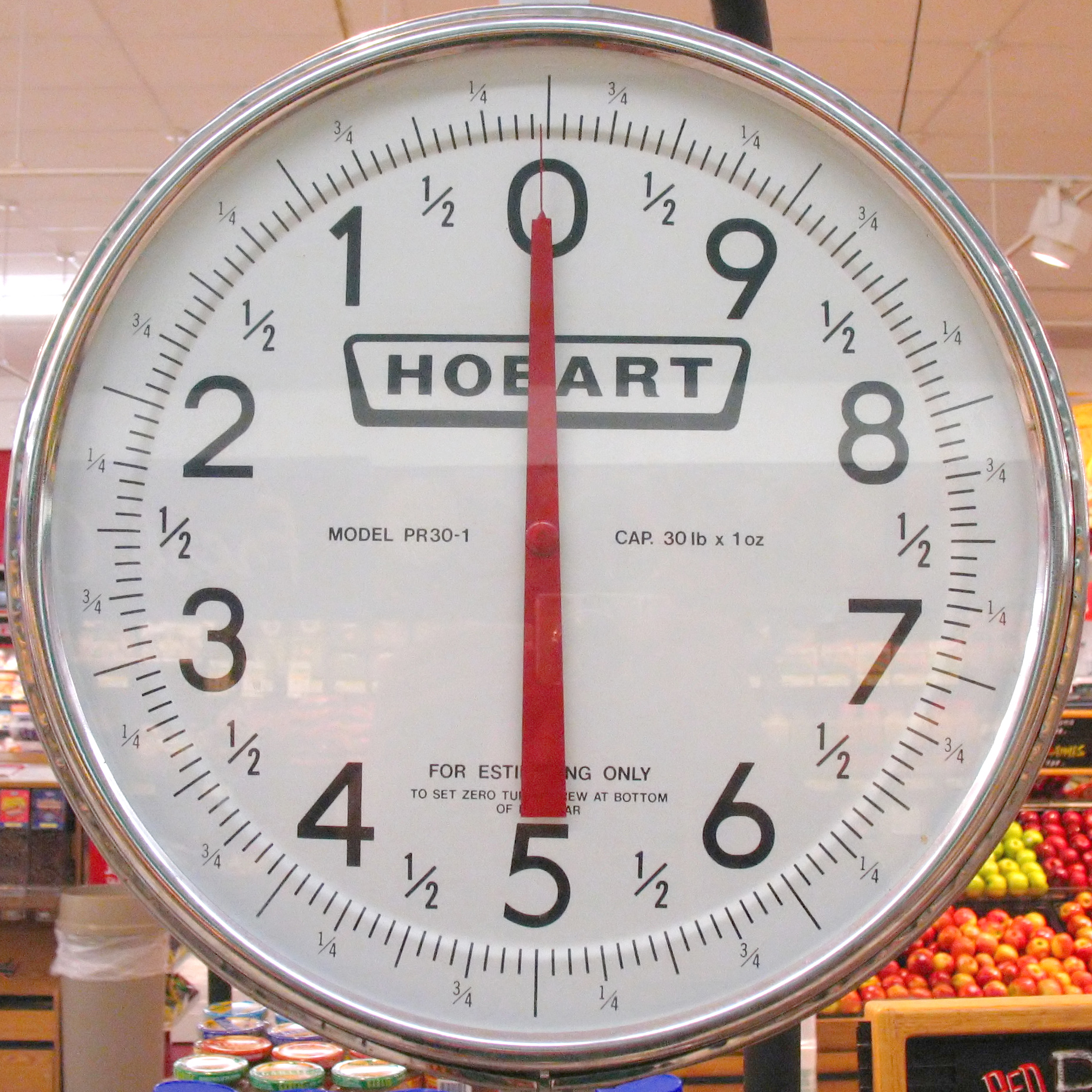
Una balanza Hobart.

Hobart Corporation es una empresa que nació en el municipio de Troy, Ohio, al noreste de los Estados Unidos de América, en 1897 elaborando molinos de café. En la década de 1910 se lanzó la primera batidora, en los años 1920 salió al mercado la primera rebanadora, en la década de 1930 hace su aparición la primera balanza (Hobart 970), en 1982 se lanzó el sistema de preempaque llamado Hobart 5000TE, en 1985 salió la balanza Hobart 1800 Series, en 1989 inició la serie SP (balanzas) de Hobart, en 1993 se lanzó el sistema de preempaque Hobart Última 2000, en 1995 se lanzó la báscula más vendida en EE. UU. y Canadá, Hobart Quantum, en el año 2004 se lanzó el sistema de preempaque Access y en el año 2006 la balanza Hobart HLX, mismo año en qué se lanzó el modelo Quantum en México, pues la Serie SP (En particular, el modelo SP600) se seguía utilizándose en las inauguraciones de supermercados en ese mismo país (En particular, Walmart y Bodega Aurrerá) hasta 2005.
Hobart Corporation Cuenta con más de 100 años en el ramo de equipo de cocina.